# Katta ashula
En Ouzbékistan, le katta ashula ou patnis ashula (littéralement : « grand chant » ou « chant noble ») désigne un type de chant qui peut prendre une dimension sacrée. Plusieurs peuples d'Ouzbékistan et de régions de pays voisins (Kirghizistan, Tadjikistan et Kazakhstan) le considèrent comme élément constitutif de leur identité. En 2009, à la suite d'une décision de l'Unesco, cet art du spectacle traditionnel est intégré à la liste représentative du patrimoine culturel immatériel de l'humanité.

## Pratique
Le katta ashula est un art musical traditionnel qui se pratique en Ouzbékistan, dans la vallée de Fergana, dont le nom signifie littéralement grand chant. Plusieurs peuples l'ont pour marqueur d'identité : Ouzbeks, Turcs, Ouïgours et Tadjiks. La musique vocale et instrumentale, la poésie orientale, l'art du spectacle ainsi que les rites sacrés composent le katta ashula. Il peut être improvisé et se transmet à l'oral de génération en génération (de maître à apprenti, ustoz-shogird), au moyen d'un apprentissage exigent. Les thèmes abordés sont variés et concernent notamment l'amour ou les conceptions philosophiques de l'organisation de la nature et de l'univers. Dans le but de sauvegarder cette tradition, le gouvernement d'Ouzbékistan ainsi que les autorités locales organisent des concours, des festivals et d'autres actions. Pour assurer sa visibilité et les connaissances à son sujet, des travaux de recherche et des programmes de transmission aux jeunes générations sont menés.
Les chants sont issus de chansons agricoles ou de ghazals. Les chanteurs sont de deux à cinq, ils se passent d'accompagnement instrumental. Ils sont souvent professionnels et possèdent une large tessiture, ainsi que des capacités d'improvisation. Il existe un compagnonnage, appelé khamnafaslik et lié à cette pratique. Les femmes participent à partir du vingtième siècle. Différentes versions sont pratiquées. Certaines écoles sont dédiées à cet art musical. Le formulaire de candidature pour le patrimoine culturel immatériel mentionne le laconisme et l'expressivité.

## Reconnaissance
En 2009, l'UNESCO décide d'inclure le katta ashula dans la liste représentative du patrimoine culturel immatériel de l'humanité, rattaché à l'Ouzbékistan. Cette pratique, d'après le descriptif officiel de l'UNESCO, constitue une source de dialogue entre les cultures, et appartient à l'identité culturelle ouzbèk,